# Primera Divisió 2006-2007
La Primera Divisió 2006-2007 fu la 12ª edizione del campionato andorrano di calcio disputato tra il 24 settembre 2006 e il 6 maggio 2007 e concluso con la vittoria del FC Rànger's, al suo secondo titolo.

## Formula
Le squadre partecipanti furono 8 e il campionato venne diviso in due fasi. Nella prima parte della stagione le squadre si incontrarono in un turno di andata e ritorno per un totale di 14 partite. Le prime 4 furono inserite in un girone playoff mentre le rimanenti 4 giocarono in un girone al termine del quale l'ultima fu retrocessa mentre la penultima giocò uno spareggio con la seconda classificata della Segona Divisió per l'ultimo posto disponibile.
Le squadre qualificate alle coppe europee furono tre: la vincente partecipò alla UEFA Champions League 2007-2008, la seconda alla Coppa UEFA 2007-2008 mentre la terza classificata alla Coppa Intertoto 2007.

## Squadre partecipanti
| Club                    | Città               | Posizione 2005-06   |
| ----------------------- | ------------------- | ------------------- |
| FC Lusitanos            | Andorra la Vella    | 4°                  |
| FC Encamp               | Encamp              | Segona Divisió      |
| Inter Club d'Escaldes   | Escaldes-Engordany  | 5°                  |
| FC Rànger's             | Andorra la Vella    | Campione di Andorra |
| Principat               | Andorra la Vella    | 7°                  |
| FC Santa Coloma         | Santa Coloma        | 3°                  |
| UE Sant Julià           | Sant Julià de Lòria | 2°                  |
| Atlètic Club d'Escaldes | Escaldes-Engordany  | 6°                  |

Tutte le partite furono disputate nello Estadi Comunal d'Aixovall.

## Stagione regolare
|  | Pos. | Squadra                 | Pt | G  | V  | N | P  | GF | GS | DR  |
|  | ---- | ----------------------- | -- | -- | -- | - | -- | -- | -- | --- |
|  | 1.   | FC Rànger's             | 37 | 14 | 12 | 1 | 1  | 42 | 8  | +34 |
|  | 2.   | FC Santa Coloma         | 37 | 14 | 12 | 1 | 1  | 35 | 10 | +25 |
|  | 3.   | UE Sant Julià           | 24 | 14 | 7  | 3 | 4  | 29 | 12 | +17 |
|  | 4.   | FC Lusitanos            | 20 | 14 | 6  | 2 | 6  | 19 | 20 | -1  |
|  | 5.   | Principat               | 15 | 14 | 4  | 3 | 7  | 15 | 33 | -18 |
|  | 6.   | Inter Club d'Escaldes   | 12 | 14 | 3  | 3 | 8  | 14 | 28 | -14 |
|  | 7.   | FC Encamp               | 7  | 14 | 1  | 4 | 9  | 13 | 30 | -17 |
|  | 8.   | Atlètic Club d'Escaldes | 6  | 14 | 1  | 3 | 10 | 13 | 39 | -26 |

Legenda:

      Ammessa ai play-off
      Ammessa ai play-out
Note:

Tre punti a vittoria, uno a pareggio, zero a sconfitta.

## Seconda fase
Le squadre mantengono i punti conquistati nella prima fase.

### Playoff
|                    | Pos. | Squadra         | Pt | G  | V  | N | P  | GF | GS | DR  |
| ------------------ | ---- | --------------- | -- | -- | -- | - | -- | -- | -- | --- |
| Andorra (bandiera) | 1.   | FC Rànger's     | 53 | 20 | 17 | 2 | 1  | 60 | 11 | +49 |
|                    | 2.   | FC Santa Coloma | 44 | 20 | 14 | 2 | 4  | 41 | 17 | +24 |
|                    | 3.   | UE Sant Julià   | 34 | 20 | 10 | 4 | 6  | 38 | 17 | +21 |
|                    | 4.   | FC Lusitanos    | 21 | 20 | 6  | 3 | 11 | 22 | 41 | -19 |

## Playout
|  | Pos. | Squadra                 | Pt | G  | V | N | P  | GF | GS | DR  |
|  | ---- | ----------------------- | -- | -- | - | - | -- | -- | -- | --- |
|  | 5.   | Inter Club d'Escaldes   | 24 | 20 | 7 | 3 | 10 | 20 | 32 | -12 |
|  | 6.   | Principat               | 19 | 20 | 5 | 4 | 11 | 21 | 43 | -18 |
|  | 7.   | FC Encamp               | 17 | 20 | 4 | 5 | 11 | 19 | 34 | -15 |
|  | 8.   | Atlètic Club d'Escaldes | 15 | 20 | 4 | 3 | 13 | 18 | 44 | -26 |

Legenda:

      Campione di Andorra e qualificato alla UEFA Champions League
      Qualificato alla Coppa UEFA
      Qualificato alla Coppa Intertoto
      Ammessa allo spareggio
      Retrocessa in Segona Divisió
Note:

Tre punti a vittoria, uno a pareggio, zero a sconfitta.

## Spareggio
Il FC Encamp, arrivato settimo, incontrò l'UE Engordany, seconda classificata della Segona Divisió, in un doppio spareggio per determinare l'ultima classificata al campionato di massima divisione della stagione successiva.
| Andorra La Vella 12 maggio 2007 | UE Engordany | 2 – 1 | FC Encamp | Estadi Comunal d'Aixovall |

| Andorra La Vella 20 maggio 2007 | FC Encamp | 3 – 3 | UE Engordany | Estadi Comunal d'Aixovall |

## Verdetti
- Campione di Andorra: FC Rànger's
- Qualificato alla UEFA Champions League: FC Rànger's
- Qualificato alla Coppa UEFA: FC Santa Coloma
- Qualificato alla Coppa Intertoto: UE Sant Julià
- Retrocesse in Segona Divisió: FC Encamp, Atlètic Club d'Escaldes